# محدودیت سرعت

محدودیت سرعت در اتحادیهٔ اروپا

محدودیت سرعت در جاده‌ها توسط نهادهای ذی‌صلاح (عموماً پلیس) وضع و به وسیلهٔ تابلوهای راهنمایی و رانندگی اعلام می‌گردد. این محدودیت حداقل و حداکثر سرعت مجاز را اعلام می‌کند.

## کشورها
| کشور                | شهرها                                  | وسایل نقلیه                    | بزرگراه ها/آزادراه (دوراهه) | کامیون و تریلی‌ها                                             | خارج شهر/بزرگ‌راه                                                                                 | بازه اجرایی |
| ------------------- | -------------------------------------- | ------------------------------ | --- | ------------------------------------------------------------ | ------------------------------------------------------------------------------------------------ | --- |
| آلبانی              | ۴۰                                     | ۸۰–۹۰                          | ۱۱۰ | ۶۰–۷۰                                                        | ۸۰                                                                                               | |
| آرژانتین            | ۴۰–۶۰                                  | ۸۰–۱۱۰                         | ۱۰۰–۱۳۰ | ۸۰                                                           | ۱۱۰                                                                                              | |
| استرالیا            | ۱۰–۷۰                                  | ۱۰۰–۱۳۰                        | ۸۰–۱۳۰> | ۱۰۰                                                          | ۸۰–۱۳۰                                                                                           | 6 در ویکتوریا، 10 درصد بیش از حد مجاز سرعت i در سایر ایالت ها |
| اتریش               | ۵۰                                     | ۱۰۰                            | ۱۳۰> | ۱۰۰                                                          | ۱۰۰>                                                                                             | |
| جمهوری آذربایجان    | ۶۰                                     | ۹۰                             | ۱۱۰ |                                                              |                                                                                                  | |
| بلاروس              | ۶۰                                     | ۹۰                             | ۱۱۰ ( 90) | ۷۰                                                           | ۹۰                                                                                               | |
| بلژیک               | ۲۰–۵۰                                  | 90 (گاهی اوقات 70)             | ۱۲۰ | ۶۰–۹۰                                                        | ۹۰                                                                                               | |
| بوسنی و هرزگوین     | ۸۰                                     | ۸۰                             | 130 (بزرگراه) 100 (اکسپرس) | ۸۰                                                           |                                                                                                  | |
| برزیل               | ۴۰–۷۰                                  | ۸۰–۱۱۰                         | ۸۰–۱۲۰ | 80 (90 برای اتوبوس)                                          | ۸۰–۱۰۰                                                                                           | 7 کیلومتر در ساعت با محدودیت سرعت = یا 100 کیلومتر در ساعت و 7 درصد در محدودیت سرعت 100 کیلومتر در ساعت                                                                                                   |
| برونئی              | ۵۰                                     | ۸۰                             | ۱۰۰ | ۸۰                                                           | ۸۰                                                                                               | |
| بلغارستان           | ۵۰                                     | ۹۰ ( 80)                       | ۱۳۰ ( 100) | ۷۰                                                           | ۱۰۰                                                                                              | |
| کانادا              | ۳۰–۸۰                                  | ۶۰–۱۰۰                         | ۷۰–۱۱۰ | ۶۰–۱۰۰                                                       | ۷۰–۱۱۰                                                                                           | |
| چین                 | ۳۰–۶۰                                  | ۶۰–۸۰                          | ۱۰۰–۱۲۰ | N/A                                                          | N/A                                                                                              | |
| — ماکائو            | ۲۰–۶۰                                  | ۵۰–۸۰                          | ۶۰–۸۰ | N/A                                                          | N/A                                                                                              | |
| — هنگ کنگ           | ۵۰                                     | ۳۰–۸۰                          | ۷۰ (شهر) - 110 (برخی بخشها) | ۳۰–۷۰                                                        | ۵۰–۷۰                                                                                            | |
| شیلی                | ۴۰–۶۰                                  | ۸۰–۱۰۰                         | ۱۰۰–۱۲۰ | ۱۰۰                                                          | ۱۰۰                                                                                              | |
| کاستاریکا           | ۴۵                                     | ۶۰                             | ۸۰–۱۰۰ | ۶۰                                                           | ۸۰                                                                                               | |
| کرواسی              | ۵۰                                     | ۹۰                             | 130 (بزرگراه) 110 (اکسپرس) | ۸۰                                                           | ۸۰                                                                                               | 10٪ در همه موارد؛ علاوه بر این، خارج از شهرها جریمه ای برای سرعت 10 کیلومتر در ساعت وجود ندارد |
| قبرس                | ۵۰                                     | ۸۰                             | ۱۰۰ | ۸۰                                                           | ۱۰۰                                                                                              | ۲۰٪ غیررسمی (بستگی به افسر پلیس دارد). بلیط را می توان از سرعت 1 کیلومتر در ساعت بیشتر از حد مجاز ارائه کرد                                                                                               |
| جمهوری چک           | ۵۰                                     | ۹۰                             | 80 (بزرگراه ها و بزرگراه های شهری) ۱۳۰                                                                                               | ۸۰                                                           | ۹۰                                                                                               | |
| دانمارک             | ۵۰                                     | ۸۰                             | ۱۱۰–۱۳۰ | 70 (80 برای اتوبوس)                                          | ۸۰                                                                                               | |
| — جزایر فارو        | ۵۰                                     | ۸۰                             | |                                                              |                                                                                                  | |
| — گرینلند           | ۵۰                                     | ۸۰                             | |                                                              |                                                                                                  | |
| استونی              | ۵۰                                     | ۹۰–۱۱۰                         | | ۹۰                                                           | ۹۰                                                                                               | |
| فنلاند              | ۴۰–۵۰                                  | ۸۰–۱۰۰                         | ۱۲۰ | ۸۰                                                           | ۸۰                                                                                               | |
| — جزایر الند        | ۵۰                                     | ۷۰–۹۰                          | |                                                              |                                                                                                  | |
| فرانسه              | ۵۰                                     | ۹۰ (۸۰ در باران)               | 110 (100 در باران) - اکسپرس 130 (110 در باران) - بزرگراه                                                                             | ۶۰–۱۱۰                                                       | ۸۰-۱۳۰                                                                                           | |
| گرجستان             | ۶۰                                     | ۹۰                             | ۱۱۰ |                                                              |                                                                                                  | |
| آلمان               | ۵۰                                     | ۱۰۰                            | بدون محدودیت سرعت (130 توصیه می شود)                                                                                                 | ۸۰ ۱۰۰                                                       | بدون محدودیت سرعت (130 توصیه می شود)                                                             | 0٪ در اتوبان ضروری نیست |
| یونان               | ۵۰                                     | ۹۰ ( 70)                       | ۱۳۰ ( 80) | 80 (اتوبوس های مدرسه 60)                                     | 80 (اتوبوس مدرسه 6)                                                                              | |
| مجارستان            | ۵۰                                     | ۹۰                             | 110 (در بزرگراه) 130 (در بزرگراه) | ۷۰                                                           | ۸۰                                                                                               | 5 km/h |
| ایسلند              | ۵۰                                     | ۹۰                             | ۹۰ | ۸۰                                                           | ۸۰                                                                                               | |
| هند                 | ۵۰                                     | ۸۰                             | ۸۰ | ۶۵                                                           | ۵۰                                                                                               | |
| اندونزی             | ۳۰–۶۰                                  | ۶۰–۸۰                          | ۸۰–۱۰۰ | ۶۰–۸۰                                                        | ۸۰–۱۰۰                                                                                           | |
| ایران               | ۵۰                                     | ۷۰–۱۱۰                         | ۷۰–۱۴۰ | ۷۰–۱۴۰                                                       | ۱۱۰                                                                                              | |
| جمهوری ایرلند       | ۳۰–۵۰                                  | ۸۰–۱۲۰                         | ۱۲۰ | ۸۰–۱۰۰                                                       | ۸۰                                                                                               | |
| اسرائیل             | ۵۰                                     | ۸۰–۹۰                          | ۱۰۰–۱۱۰ | ۸۰                                                           | ۹۰                                                                                               | ۱۰ |
| ایتالیا             | 50 (70 در جاده‌های شهری با ترافیک سریع) | ۹۰                             | 110 (100 در آب و هوای نامساعد) - اکسپرس 130 (110 در آب و هوای نامساعد) - بزرگراه                                                     | ۷۰                                                           | ۸۰                                                                                               | |
| ژاپن                | ۴۰                                     | ۵۰–۶۰                          | ۸۰–۱۰۰ 70-80 (بزرگراه های تک راهرو)                                                                                                  | ۵۰–۶۰                                                        | ۶۰–۸۰                                                                                            | |
| قزاقستان            | ۶۰/۸۰/۱۰۰                              | ۹۰–۱۰۰                         | ۱۱۰ |                                                              |                                                                                                  | |
| کره جنوبی           | ۳۰–۸۰                                  | ۶۰–۸۰                          | ۸۰–۱۲۰ | ۴۰–۶۰                                                        | ۸۰                                                                                               | بیش از 10 کیلومتر در ساعت، کمتر از 20 کیلومتر در ساعت جریمه ها کاهش می یابد |
| لتونی               | ۵۰                                     | ۹۰                             | ۹۰–۱۱۰ | ۸۰                                                           | ۸۰–۹۰                                                                                            | تا 10 کیلومتر در ساعت بیش از حد مجاز در بزرگراه ها قابل تحمل است |
| لبنان               | ۵۰                                     |                                | ۱۰۰ |                                                              |                                                                                                  | |
| لیختن‌اشتاین         | ۵۰                                     | ۸۰                             | | ۸۰                                                           |                                                                                                  | |
| لیتوانی             | ۵۰                                     | ۷۰–۹۰                          | ۱۱۰–۱۳۰ | ۷۰-۸۰-۹۰                                                     | ۹۰                                                                                               | |
| لوکزامبورگ          | ۵۰                                     | ۹۰                             | 130 (110 در باران) | ۹۰                                                           | ۹۰                                                                                               | |
| مقدونیه شمالی       | ۵۰                                     | ۸۰–۱۰۰                         | ۱۲۰ |                                                              |                                                                                                  | |
| مالزی               | ۴۰–۶۰                                  | ۷۰–۹۰                          | ۱۱۰ | ۷۰–۸۰                                                        | ۸۰–۹۰                                                                                            | |
| مالت                | ۲۵–۴۵                                  | ۶۰–۸۰                          | | ۶۰                                                           |                                                                                                  | |
| مکزیک               | ۳۰–۷۰                                  | ۸۰–۱۱۰                         | ۱۰۰–۱۱۰ | ۹۵                                                           |                                                                                                  | |
| هلند                | 50 (منطقه ساخته شده) 30 (مناطق مسکونی) | ۸۰                             | 80-130 (130 در برخی از بزرگراه ها) (بزرگراه ها) 100 (اکسپرس)                                                                         | ۸۰                                                           | ۸۰–۹۰                                                                                            | ۳٪ |
| نیوزیلند            | ۵۰                                     | ۱۰۰                            | ۱۰۰ | ۹۰                                                           | ۹۰                                                                                               | 4 کیلومتر در ساعت (مناطق مدرسه و دوره تعطیلات) یا 10 کیلومتر در ساعت (در غیر این صورت) در صورت اجرای پلیس. دوربین‌های سرعت هیچ تحملی ندارند، اما فقط ۱۵٪ سریع‌ترین بلیط را دارند.                           |
| نروژ                | ۵۰                                     | ۸۰–۹۰                          | ۱۰۰ | 80 (80 اتوبوس، 100 اتوبوس سریع السیر)                        | ۸۰                                                                                               | |
| پاکستان             | ۴۰–۷۰                                  | ۶۰–۱۰۰                         | ۱۲۰ | ۷۰–۸۰                                                        | 100 (90 اتوبوس)                                                                                  | |
| فیلیپین             | ۶۰                                     | ۸۰–۱۰۰                         | ۸۰–۱۰۰ | ۸۰–۱۰۰                                                       | ۸۰–۱۰۰                                                                                           | وسایل نقلیه در بزرگراه ها مجاز به تجاوز از سرعت مجاز تا 120 کیلومتر در ساعت هستند. |
| لهستان              | 50 (شب 60)                             | 90 (تک کالسکه) 100 (دو کالسکه) | 100 (بزرگراه های تک راهرو) 120 (بزرگراه های دوگانه) 140 (بزرگراه)                                                                    | ۷۰                                                           | ۸۰                                                                                               | 10 کیلومتر در ساعت در بزرگراه ها و بزرگراه ها |
| پرتغال              | ۵۰                                     | ۹۰–۱۰۰                         | ۱۲۰ | ۷۰–۸۰                                                        | ۱۰۰                                                                                              | |
| رومانی              | ۵۰ 70 (some DN stretches)              | ۹۰ 100 (جاده های الکترونیکی)   | ۱۳۰ (بزرگراه) 100 (اکسپرس) | ۸۰ 90 (جاده های الکترونیکی)                                  | 90 (اکسپرس) 110 (بزرگراه)                                                                        | 10 km/h |
| روسیه               | ۶۰/۸۰/۱۰۰                              | ۹۰–۱۰۰                         | ۱۱۰ ( 90) | ۷۰–۹۰                                                        | ۹۰                                                                                               | 10 km/h |
| صربستان             | ۵۰                                     | ۸۰                             | ۱۲۰ | ۸۰                                                           | ۱۰۰                                                                                              | |
| سنگاپور             | ۵۰                                     | ۸۰–۹۰                          | ۹۰ | ۶۰                                                           | ۶۰                                                                                               | ۱۰ |
| اسلواکی             | ۵۰                                     | ۹۰–۱۳۰                         | ۱۳۰ | ۹۰                                                           | ۹۰                                                                                               | |
| اسلوونی             | ۵۰                                     | ۹۰                             | 130 (بزرگراه) 110 (راههای سریع السیر)                                                                                                | ۸۰                                                           | ۸۰                                                                                               | 7 کیلومتر در ساعت تا 100 کیلومتر در ساعت، 8 کیلومتر در ساعت بین 100 تا 150 کیلومتر در ساعت و 9 کیلومتر در ساعت بالای 150 کیلومتر در ساعت                                                                  |
| عربستان سعودی       | ۴۰–۸۰                                  | ۱۰۰–۱۲۵                        | ۱۲۰ | ۸۰                                                           | ۸۰                                                                                               | |
| آفریقای جنوبی       | ۶۰                                     | ۸۰–۱۰۰                         | ۱۲۰ | ۸۰–۱۰۰                                                       | ۸۰–۱۰۰                                                                                           | |
| اسپانیا             | ۵۰                                     | ۹۰–۱۰۰                         | 120 (از 1 ژوئیه 2011) | ۷۰–۸۰                                                        | ۸۰–۹۰>                                                                                           | |
| سری‌لانکا            | ۵۰                                     | ۷۰                             | ۱۰۰ | ۴۰                                                           | ۷۰                                                                                               | |
| سوئد                | ۳۰–۶۰                                  | ۷۰–۱۰۰(۱۱۰)                    | ۱۱۰–۱۲۰ | ۸۰                                                           | ۸۰                                                                                               | |
| سوئیس               | ۵۰                                     | ۸۰–۱۰۰                         | ۱۲۰ | ۸۰                                                           | ۸۰                                                                                               | ۰ |
| تایوان              | ۴۰–۶۰                                  | ۵۰–۸۰                          | ۱۰۰–۱۱۰ | ۶۰–۸۰                                                        | ۸۰–۹۰                                                                                            | |
| تایلند              | ۶۰–۸۰                                  | ۹۰                             | ۱۲۰ | ۸۰                                                           | ۱۰۰                                                                                              | |
| ترکیه               | ۵۰                                     | ۹۰ ( 80 if L3)                 | 120 (بزرگراه ها) ( 100 اگر L3) 110 (راه های سریع السیر 90 اگر L3)                                                                    | ۸۰                                                           | 90 (بزرگراه) 85 (راههای سریع السیر)                                                              | 10% بیش از حد مجاز، به جز بزرگراه هایی که تحمل صفر دارند |
| اوکراین             | ۶۰                                     | ۹۰ ( 80)                       | 110 (دو باربری) 130 (بزرگراه) ( موتورسیکلت 80)                                                                                       | ۷۰–۹۰                                                        | ۸۰                                                                                               | ۲۰ |
| بریتانیا            | ۴۸ (30 mph)                            | ۹۷ (60 mph)                    | 113 (70 مایل در ساعت) (هم بزرگراه‌ها و هم راه‌های ورودی دوگانه) - 129 (80 مایل در ساعت) فقط از سال 2013 برای بزرگراه‌ها پیشنهاد شده است | ۶۴–۹۷ (40-60 مایل در ساعت) بستگی به کلاس دارد                | 97-113 (60-70 mph) وابسته به کلاس (بزرگراه) 80-113 (50-70 مایل در ساعت)، همینطور (تنه دو کالسکه) | 3 تا 14 کیلومتر در ساعت (2 تا 9 مایل در ساعت) بستگی به محدودیت و حوزه قضایی دارد. افسران گشت از اختیار خود استفاده می کنند (معمولاً 10٪ + 2 مایل در ساعت).                                                 |
| — جبل طارق          | ۳۰–۵۰                                  |                                | |                                                              |                                                                                                  | |
| — جزیره من          | 48 (30 mph)                            | بدون محدودیت سرعت              | N/A | N/A                                                          |                                                                                                  | |
| ایالات متحده آمریکا | 40-89 (25-55 mph)                      | 89 (55 mph)                    | 89-129 (55-80 mph) | محدودیت‌ها فقط در چند ایالت، معمولاً 10 مایل در ساعت کمتر است. | 89-113 (55-70 mph)                                                                               | بستگی به صلاحدید دولت و افسر مجری دارد. معمولاً بیش از 5 مایل در ساعت در مناطق محدودیت سرعت 50 و کمتر و ~ 10 مایل در ساعت در مناطق 55 و بالاتر (سرعت بزرگراه). اما می تواند به اندازه 1 مایل در ساعت باشد. |
| ونزوئلا             | ۵۰                                     | ۸۰–۱۲۰                         | بدون محدودیت سرعت | ۴۰–۶۰                                                        | ۶۰–۱۲۰                                                                                           | |
| ویتنام              | ۵۰ ( 40)                               | ۸۰ ( 60)                       | ۸۰ ( 60) | ۷۰                                                           | ۷۰                                                                                               | |
| زیمبابوه            | ۶۰                                     | ۸۰–۱۲۰                         | ۸۰–۱۲۰ |                                                              |                                                                                                  | |

## یادداشت ها
1. 1 2
2. 1 2 3
3. 1 2
4. 1 2
5. 1 2